# Río Cesar
El río Cesar es un río al norte de Colombia que nace en las montañas de la Sierra Nevada de Santa Marta, en el municipio de San Juan del Cesar, departamento de La Guajira, luego atraviesa el departamento del Cesar de norte a sur, antes de desembocar en la Ciénaga de Zapatosa, forma un pequeño Estero.
Se extiende por una superficie aproximada de 310 km².
Su cauce separa la Sierra Nevada de Santa Marta de la cordillera de los Andes, en particular de la cordillera Oriental formando el valle del río Cesar o valle del Cacique Upar. 
El río Cesar es alimentado por varias corrientes de agua que nacen en la Sierra Nevada de Santa Marta y la Serranía del Perijá. El principal afluente del río Cesar es el río Ariguaní, que tiene una longitud de 183 km. Otros afluentes importantes son los ríos Badillo, Guatapurí (85 km) y Cesarito.
Valledupar es la ciudad más importante en su recorrido.

## Municipios recorridos
- San Juan del Cesar (La Guajira).
- Villanueva (La Guajira).
- Urumita (La Guajira).
- La Jagua del Pilar (La Guajira).
- Valledupar (Cesar).
- San Diego (Cesar).
- La Paz (Cesar).
- El Paso (Cesar).
- Astrea (Cesar).
- Chiriguaná (Cesar).
- Chimichagua (Cesar).
- El Banco (Magdalena)